# Metildiossirano
Il Metildiossirano è un composto organico costituito da un gruppo metile come sostituente su un anello diossirano. È una struttura altamente instabile che è stata proposta come parte di una reazione di decomposizione dell'ossido di acetaldeide, l'intermedio di Criegee in certe reazioni di ozonolisi. Il gruppo metile aiuta a ridurre il tasso di apertura dell'anello del diossirano, ma non diventa stabile fino a quando non è presente un secondo sostituto come nella struttura del dimetildiossirano.